# Thomasomys incanus
Thomasomys incanus är en däggdjursart som först beskrevs av Thomas 1894.  Thomasomys incanus ingår i släktet paramoråttor, och familjen hamsterartade gnagare. IUCN kategoriserar arten globalt som sårbar. Inga underarter finns listade i Catalogue of Life.
Arten förekommer i Peru i Anderna. Den lever i regioner som ligger 2550 till 3250 meter över havet. Individerna vistas i bergsskogar, går främst på marken och är aktiva på natten.